# Gornja Peščanica
Gornja Peščanica (cyr. Горња Пешчаница) – wieś w Serbii, w okręgu niszawskim, w gminie Aleksinac. W 2011 roku liczyła 243 mieszkańców.